# Lunds pastorat
Lunds pastorat är ett pastorat i Lunds kontrakt i Lunds stift i Lunds kommun i Skåne län. 
Pastoratet bildades 2014 genom sammanläggning av:
- Lunds domkyrkoförsamling
- S:t Peters klosters församling
- Helgeands församling
- Norra Nöbbelövs församling
- Lunds Allhelgonaförsamling
- Torns församling
- Lunds östra stadsförsamling

Församlingarna bildade före 2014 Lunds kyrkliga samfällighet.
Pastoratskod är 070101